# 34133 Charlesfenske
34133 Charlesfenske è un asteroide della fascia principale. Scoperto nel 2000, presenta un'orbita caratterizzata da un semiasse maggiore pari a 2,9281312 au e da un'eccentricità di 0,0269982, inclinata di 2,14988° rispetto all'eclittica.